# Notarctia arizoniensis
Notarctia arizoniensis är en fjärilsart som beskrevs av Richard Harper Stretch 1874. Notarctia arizoniensis ingår i släktet Notarctia och familjen björnspinnare. Inga underarter finns listade i Catalogue of Life.